# Spiranthes romanzoffiana
Espèce
Statut CITES
Spiranthes romanzoffiana est une espèce de plantes herbacées vivaces de la famille des Orchidaceae.